# Arthur Wood
Sir Arthur Nicolas Lindsay Wood, 2. Baronet Wood (* 29. März 1875 in Chester-le-Street; † 1. Juni 1939 in St Andrews, Schottland) war ein britischer Segler und Bergbauunternehmer.

## Erfolge
Arthur Wood nahm in der 8-Meter-Klasse an den Olympischen Spielen 1908 in London teil. Er war Crewmitglied der Cobweb unter Skipper Blair Cochrane, die mit vier weiteren Booten um die Medaillen segelte. Das Gesamtresultat orientierte sich am besten Ergebnis der einzelnen Wettfahrten. Dabei belegte die Cobweb in drei Wettfahrten zweimal den ersten Platz, womit sie die Regatta auf dem ersten Rang vor dem einmal siegreichen schwedischen Boot Vinga von Skipper Carl Hellström und dem zweimal zweitplatzierten britischen Boot Sorais von Skipper George Ratsey beendete. Neben Wood und Skipper Cochrane wurden die Crewmitglieder John Rhodes, Henry Sutton und Charles Campbell somit Olympiasieger. Er war Mitglied im Royal Victoria Yacht Club und bei der Royal Yacht Squadron.
Wood besuchte das Eton College und erbte von seinem Vater 1920 dessen Titel als Baronet Wood, of The Hermitage. Er diente als Captain in der Northumberland Artillery der British Army. 1932 bekleidete er im County Durham zunächst das Amt des Deputy Lieutenants, ehe er im Jahr darauf im selben County das Amt des High Sheriffs bekleidete. Er war Bergingenieur und zeit seines Lebens im Steinkohlenbergbau tätig. So saß er in mehreren Vorständen und Aufsichtsräten verschiedener Grubenunternehmen. Wood blieb Junggeselle und hatte keine Nachkommen.